# Viburnum mullaha
Viburnum mullaha är en desmeknoppsväxtart som beskrevs av Buch.-ham. och David Don. Viburnum mullaha ingår i släktet olvonsläktet, och familjen desmeknoppsväxter. Utöver nominatformen finns också underarten V. m. glabrescens.